# Nita Ambani
Nita Mukesh Ambani, née le 1er novembre 1964 à Bombay, est une philanthrope indienne. Elle est présidente et fondatrice de la Fondation Reliance et de l'école internationale Dhirubhai Ambani, et administratrice de Reliance Industries,. Elle est mariée au président directeur général de Reliance Industries, Mukesh Ambani. Avec une fortune familiale estimée à plus de 82 milliards de dollars américains (en octobre 2022), la famille Ambani fait partie des plus riches du monde.
Elle est également collectionneuse d'art, et propriétaire de l'équipe de cricket de la Premier League indienne Mumbai Indians.
Elle est répertoriée en 2016 dans la liste des « cinquante personnalités indiennes les plus puissantes » d'India Today, et dans la liste des « femmes chefs d'entreprise les plus influentes d'Asie » de Forbes,. Elle est la première femme indienne à devenir membre du Comité international olympique (CIO),.

## Jeunesse
Nita Ambani est née le 1er novembre 1963 à Bombay dans une famille gujarati de la classe moyenne. Elle obtient son bachelor en commerce au Narsee Monjee College of Commerce and Economics. Elle commence le bharata natyam dès son plus jeune âge et devient danseuse professionnelle par la suite.

## Carrière
Nita Mukesh Ambani est la fondatrice et présidente de la Fondation Reliance, la branche sociale des entreprises de Reliance Industries.
Elle est aussi propriétaire des Mumbai Indians. En 2014, elle est  élue au conseil d'administration de Reliance Industries. Nita Ambani est également un collectionneuse d'art.

### Projet du canton de Jamnagar
En 1997, Nita Ambani est impliquée dans le projet de construction d'un canton d'entreprise pour les employés de la raffinerie de Reliance à Jamnagar. Le projet consiste à établir une colonie bordée d'arbres et respectueuse de l'environnement pour abriter plus de 17 000 résidents. Aujourd'hui, le complexe Jamnagar possède un verger avec près de   100 000 manguiers qui abrite également une variété d'oiseaux.

### Fondation Reliance

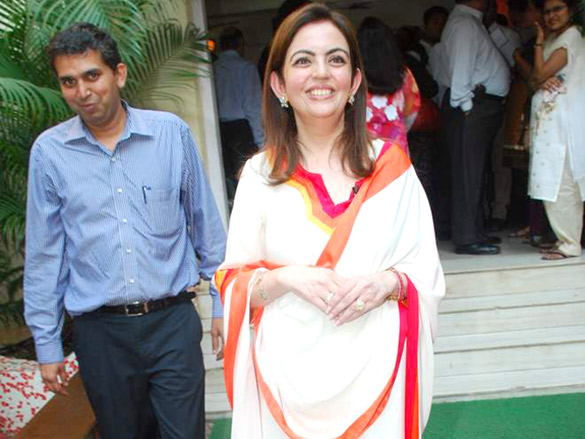
Nita Ambani lors du lancement du premier journal indien en hindi produit en braille, le Reliance Foundation Drishti.

Reliance Foundation est une initiative philanthropique indienne fondée en 2010 par Nita Ambani. Reliance Industries est un mécène de l'organisation.

### Mumbai Indians
Nita Ambani est copropriétaire de l'équipe de la Premier League indienne (IPL), Mumbai Indians, qui remporte le titre en 2013, 2015, 2017, 2019 et 2020. Elle dirige l'initiative "Éducation et sport pour tous" (ESA),. L'ESA atteint plus de   100 000 enfants défavorisés, sensibilisés à l'éducation en utilisant divers médias et plateformes numériques,.

### École internationale Dhirubhai Ambani
Nita Ambani est le fondatrice de l'école internationale Dhirubhai Ambani qui est classée parmi les meilleures écoles en ressources et services.

### Membre du CIO
Le 4 juin 2016, Nita Ambani fait partie des huit candidats nommés pour devenir membre du Comité international olympique (CIO) par le panel basé en Suisse. L'élection de ces nouveaux membres a lieu lors de la 129e Session du CIO la première semaine d'août 2016. Elle est élue membre du CIO le 4 août 2016, elle est la première femme indienne membre du Comité,.

### Centre mondial Jio
Reliance Industries annonce le 4 mars 2022 l'ouverture de la première phase du Centre mondial Jio dans le complexe Bandra Kurla de Mumbai.

### Her Circle
"Her Circle" est une plateforme numérique pour les femmes avec ses propres espaces de discussion et son application de réseautage social. Nita Mukesh Ambani lance "Her Circle" à l'occasion de la Journée internationale des femmes, le 8 mars 2022. Cette initiative vise à alimenter l'autonomisation des femmes avec des outils numériques modernes. "Quand les femmes s'appuient sur les femmes, des choses incroyables se produisent", déclare Nita Ambani lors du lancement. "Qu'il s'agisse des femmes de la Fondation Reliance ou des femmes leaders nationales et internationales avec lesquelles j'ai travaillé, nos expériences partagées me montrent qu'en fin de compte, nos luttes et nos triomphes résonnent les uns avec les autres", ajoute-t-elle. La plateforme est disponible en anglais et en hindi.

## Vie privée

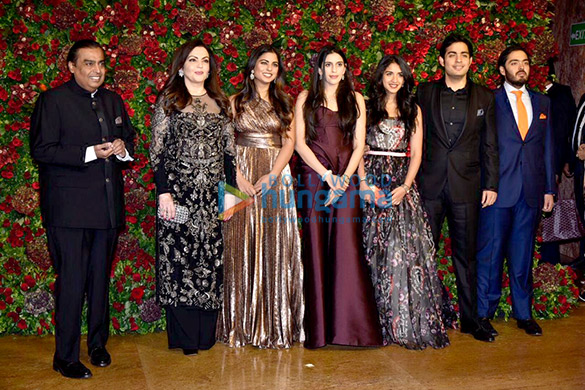
La famille Ambani à la réception de Deepika Padukone et Ranveer Singh en 2018.

Nita Ambani née sous le nom de Nita Dalal est la fille de Ravindrabhai Dalal et Purnima Dalal. Elle a une sœur, Mamta Dalal, institutrice, connue pour enseigner aux enfants de Sachin Tendulkar et Shahrukh Khan. Nita Ambani grandit dans un environnement de classe moyenne dans la banlieue de Mumbai.
Elle rencontre Mukesh Ambani alors qu'elle est enseignante et l'épouse en 1985. Après le mariage, elle continue son travail d'enseignante pendant quelques années,. Nita Ambani vit dans le gratte-ciel privé Antilia,.
Le couple a deux fils et une fille. Akash Ambani et Isha Piramal (née Ambani) sont les enfants aînés et Anant Ambani est plus jeune. Les jumeaux aînés Isha Ambani et Akash Ambani naissent par fécondation in vitro, sept ans après le mariage de Nita et Mukesh,. Akash Ambani, diplômé en économie à l'Université Brown, est maintenant chef de la stratégie chez Reliance Jio Infocomm,. Isha Ambani Piramal, diplômée en psychologie à l'Université Yale, est désormais directrice de Reliance Jio Infocomm et Reliance Retail,. Isha est mariée à Anand Piramal, le directeur exécutif du groupe Piramal,. Akash Ambani est marié à Shloka Ambani (née Mehta),. Nita Ambani est la grand-mère de Prithvi Ambani, le fils d'Akash Ambani et de Shloka Mehta,.

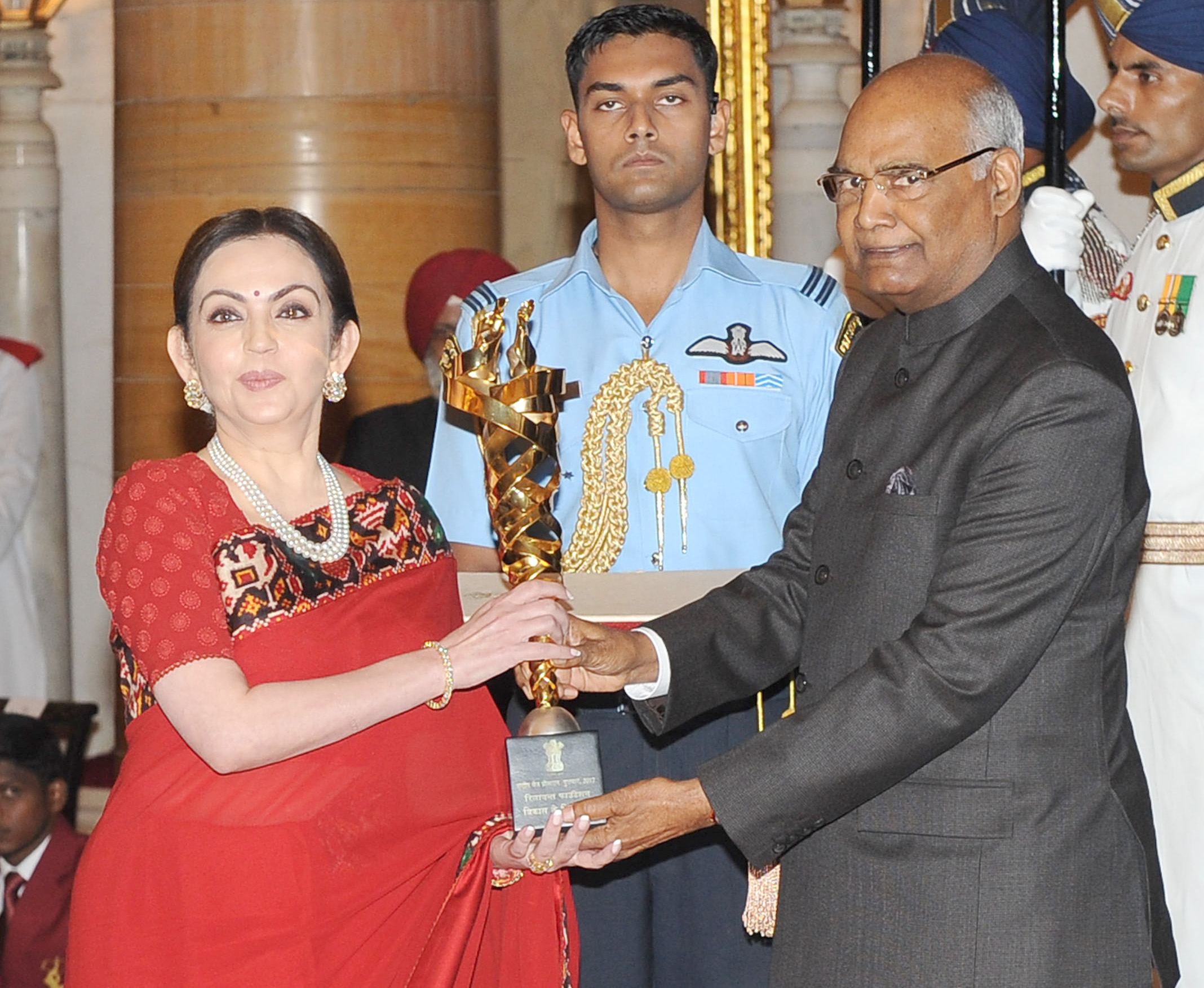
Nita Ambani reçoit le prix Rashtriya Khel Protsahan en 2017 des mains du président indien.

## Récompenses
Pour ses initiatives en matière de sport, Nita Ambani reçoit le Prix Rashtriya Khel Protsahan en 2017 des mains du président indien,.
Elle reçoit en 2018 le prix du meilleur soutien corporatif des sports indiens, décerné par le Times of India,.